# Rolf de Maré
Pour les articles homonymes, voir Maré (homonymie).
Rolf de Maré, né à Stockholm le 9 mai 1888 et mort à Barcelone le 28 avril 1964, est un collectionneur d'art et mécène de la danse suédois, fondateur des Ballets suédois (1920-1925).

## Biographie
Rolf de Maré est le fils d'un diplomate, Henrik de Maré, et d'une sculptrice, Ellen von Hallwyl, issue d'une importante famille aristocratique suédoise. Rolf a pour précepteur Johnny Roosval avec lequel sa mère va se remarier en 1907, après un divorce retentissant.
En 1912, Rolf se lie d'amitié avec le peintre postimpressionniste Nils von Dardel, les deux hommes deviennent compagnons. En 1918, via Dardel, Rolf rencontre le danseur Jean Börlin et devient son protecteur et amant. 
En 1920, à Paris, Rolf fonde les Ballets suédois, hébergé au théâtre des Champs-Élysées ; Börlin est premier danseur de la troupe, ainsi que chorégraphe.
Durant six ans, Rolf de Maré produit une série de spectacles dansant et musicaux d'avant-garde comme Within the Quota (1923) avec Cole Porter, premier « ballet jazz » de l'histoire de la musique, Relâche (1924) avec Erik Satie et Francis Picabia ; la même année, il commande à Giorgio de Chirico la scénographie et les costumes de La Jarre de Pirandello.
Après la mort de Börlin, il fonde en 1931 à Paris, au 6 rue Vital, les Archives internationales de la danse (AID), qui publient une revue (1933-1935) et organisent des concours chorégraphiques et des expositions ; elles ferment en 1951 : plus de 6 000 ouvrages et autant de documents sont alors dispersés mais une grande partie est offerte au Gouvernement français et confiée aux soins de la bibliothèque-musée de l'Opéra. Hélas, l'institution refuse une partie du legs dont deux ensembles d'archives et non des moindres : un premier relatif aux Ballets suédois et un autre, lié à l'expédition entreprise en Indonésie par Rolf de Maré en 1936, afin d'y documenter les pratiques dansantes.
En 1953, Rolf de Maré offre à l'opéra royal de Stockholm le reste de ses archives, permettant ainsi d'ouvrir le Dansmuseet (en), lequel devient l'héritier de sa fortune par le biais d'une fondation.
Grand collectionneur d'œuvres d'art de ses contemporains, il lègue une partie de ses tableaux modernes en 1960 au Moderna Museet et au musée Hallwyl de Stockholm.